# S-IB

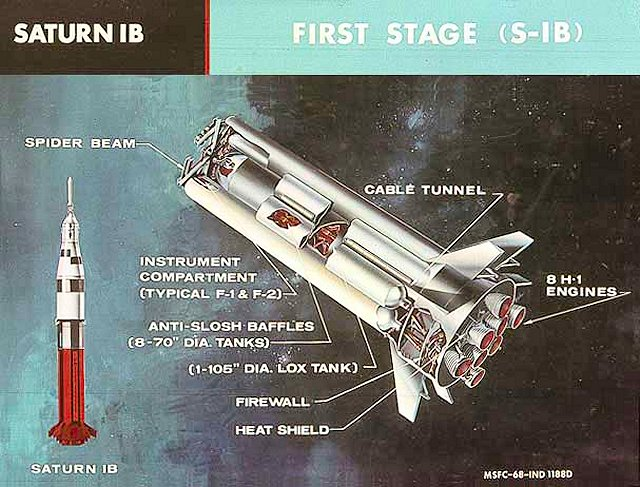
S-IB 型図解

S-IB はアメリカ合衆国のアポロ計画で使用されたサターンIB 型ロケットの第一段ロケットである。本体は9基の燃料タンク、八枚の翼、推力支持装置、8基のH-1ロケットエンジンその他の多数の部品から構成されている。機体は中央の液体酸素を搭載するジュピター・ロケット用のタンクの周囲を、8基のレッドストーン用のタンク（うち4基には液体酸素が搭載され、4基にはケロシンが搭載される）が取り囲む形になっている。エンジンのうち中央の4基は固定され、ジンバル（首振り）機構を備えた周囲の4機が飛行を制御する。

## 諸元
- 全高：25.5m
- 直径：6.6m
- エンジン：H-1ロケットエンジン8機
- 推力：725トン（7.1MN）
- 燃料：ケロシン155m³
- 酸化剤：液体酸素250m³
- 燃焼時間：2分30秒
- 到達高度：68km

## H-1ロケットエンジン

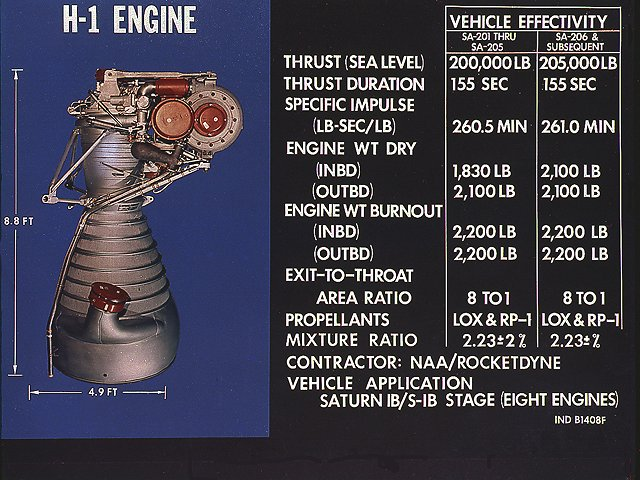
サターンI およびサターンIB 用H-1ロケットエンジン諸元

H-1は、1機が90.6トン（890kN）の推力を発生するロケットエンジンで、デルタ・ロケットやジュピター・ロケットの第一段にも使われていた。元々はナバホ・ミサイルに使用されていたもので、S-IB に流用するため部品を簡素化し、性能を向上させた。推力は、後には92.9トン（912kN）にまで高められた。またこのH-1を基礎にして、サターンV 型ロケットで使用されているF-1ロケットエンジンが開発された。
- 種類：ガス発生器サイクル
- 燃料：ケロシン(RP-1)
- 酸化剤：液体酸素
- 全高2.6m
- 直径：1.7m
- 乾燥重量：810kg
- 装備重量：920kg
- 推力：90.6トン（890kN） ※ 改良型では92.9トン（912kN）
- 燃料流量：132リットル/秒
- 酸化剤流量：210リットル/秒
- 酸化剤/燃料混合率：2.23/1
- 燃焼室圧力：633 psi (4.36 MPa)467kg/m²
- 膨張部面積比：8:1